# Bronisław Półturzycki
Bronisław Półturzycki, właśc. Bronisław Połtorżycki, ros. Бронислав Иосифович Полторжицкий, ur. 8 grudnia?/20 grudnia 1894 w Nieświeżu, zm. 14 kwietnia 1969 w Moskwie) – radziecko-polski dowódca wojskowy narodowości polsko-tatarskiej, generał porucznik Armii Radzieckiej i generał dywizji Wojska Polskiego, poseł na Sejm PRL I kadencji z okręgu wyborczego Bydgoszcz (mimo posiadania obywatelstwa ZSRR).
Weteran obu wojen światowych oraz rosyjskiej wojny domowej.

## Życiorys
Pochodził z rodziny polskich Tatarów, był synem Józefa, urzędnika, i Zofii z domu Smulskiej. Ukończył gimnazjum w Słucku. W 1914 ukończył Szkołę Oficerską w Czuhujiwie. Od 1916 walczył na frontach I wojny światowej na stanowiskach dowódcy kompanii i dowódcy batalionu w 12. Fińskim Pułku Strzelców Imperium Rosyjskiego na froncie niemieckim; był ranny w walkach. Podczas rewolucji październikowej został dowódcą kompanii i członkiem pułkowego komitetu partyjnego.
W maju 1918 ochotniczo wstąpił do Armii Czerwonej. Od 21 sierpnia 1918 w Armii Czerwonej na stanowiskach administracyjnych: komendant rejonowy Krymskiej Komendantury Wojennej od sierpnia do listopada 1918, komisarz wojskowy komendantury wojennej miasta Mozyrz – od listopada 1918 do czerwca 1920 uczestnik wojny domowej w Rosji. Od czerwca do września 1920 szef sztabu 17. Dywizji Piechoty, od września 1920 do czerwca 1921 – dowódca 48. Odeskiego Pułku Piechoty w Mińsku. Przez 4 miesiące przebywał w areszcie. Od października 1921 do maja 1922 – dowódca 33. Jeleckiego Pułku Piechoty, od maja 1922 do lutego 1923 – zastępca dowódcy 11 pułku piechoty, od marca 1923 do stycznia 1924 – komendant dywizyjnej szkoły młodszych dowódców, Od stycznia 1924 do grudnia 1932 – dowódca 6., następnie 33 pułku piechoty. W 1929 ukończył Wyższą Szkołę Oficerską w Moskwie. Następnie od grudnia 1932 do lipca 1937 szef sztabu – kolejno: 18. Dywizji Piechoty, 52 Dywizji Piechoty oraz 17. Dywizji Piechoty. Od lipca do grudnia 1937 pozostawał w rezerwie. W grudniu 1937 aresztowany w ramach wielkiej czystki. Po uwolnieniu w marcu 1940 z nieznanych zarzutów dalej w służbie, wykładowca taktyki na kursach „Wystrieł” w Sołniecznogorsku.
Od 19 sierpnia 1943 do 22 stycznia 1944 dowódca 166 Dywizji Piechoty na froncie radziecko-niemieckim, m.in. na Froncie Woroneskim. Jesienią 1943 został ciężko ranny pod Achtyrką. Generał major od 16 sierpnia 1943. Dwukrotnie wstępował do partii komunistycznej – RKP(b) – w 1918 (wykluczony w 1921 w związku z aresztowaniem) oraz WKP(b) w 1940 po oczyszczeniu z zarzutów.
W styczniu 1944 skierowany w stopniu generała brygady do 1. Korpusu Polskich Sił Zbrojnych w ZSRR na stanowisko zastępcy dowódcy korpusu do spraw liniowych – od stycznia do 4 marca 1944. Później – od 4 marca do 6 lipca 1944 – zastępca dowódcy 1 Armii WP w ZSRR, szef Departamentu Mobilizacji i Uzupełnień WP – od 6 lipca do 26 września 1944, komendant Centrum Wyszkolenia Oficerów w Riazaniu – od 26 września 1944 do 23 kwietnia 1945, szef Departamentu Piechoty i Kawalerii WP w I Wiceministerstwie Obrony Narodowej – od 23 kwietnia do 18 lipca 1945. Od 18 lipca 1945 do 19 kwietnia 1946 szef Departamentu Mobilizacji i Uzupełnień w MON. Generał dywizji od 14 grudnia 1945. Od 19 kwietnia 1946 do 19 listopada 1947 – szef Oddziału Organizacyjno-Mobilizacyjnego Sztabu Generalnego WP.
Od 19 listopada 1947 do 21 stycznia 1953 dowódca Pomorskiego Okręgu Wojskowego, potem zastępca przewodniczącego Państwowej Komisji Planowania Gospodarczego (planowanie spraw obronnych) – od 21 stycznia 1953 do 21 grudnia 1956. Jednocześnie od 1954 członek Centralnej Komisji Kontroli PZPR.
W grudniu 1956 powrócił do ZSRR, gdzie został przeniesiony w stan spoczynku. Osiadł w Moskwie, gdzie zmarł. Pochowany na cmentarzu Nowodziewiczym.

## Życie prywatne
Z małżeństwa z Tatarką Zinaidą Bikućko miał syna Józefa (ur. 1923), który także służył w LWP, m.in. w 1956 był majorem w jednostce artylerii w Grudziądzu, oraz dwie córki.
Przez podwładnych zapamiętany jako niewyobrażalny pedant, zajmujący się nawet najdrobniejszymi szczegółami (osobiście podpisywał np. zamówienia na żarówki w podległym mu okręgu wojskowym). Posługiwał się piękną, choć archaiczną wschodnią polszczyzną.

## Ordery i odznaczenia
- Order Lenina (ZSRR)
- Order Czerwonego Sztandaru (ZSRR)
- Order Suworowa II klasy (ZSRR)
- Order Czerwonej Gwiazdy (ZSRR)
- Order Sztandaru Pracy I klasy (1954)
- Krzyż Komandorski z Gwiazdą Orderu Odrodzenia Polski (1956)
- Order Krzyża Grunwaldu II klasy (1945)
- Krzyż Komandorski Orderu Odrodzenia Polski (1945)
- Order Krzyża Grunwaldu III klasy (11 maja 1945)[2][3]
- Złoty Krzyż Zasługi (1946)
- Srebrny Medal Siły Zbrojne w Służbie Ojczyzny (1954)
- Brązowy Medal Siły Zbrojne w Służbie Ojczyzny (1952)
- Medal 10-lecia Polski Ludowej (1954)
- Medal „Za udział w walkach o Berlin” (1966)
- Srebrny Medal „Za zasługi dla obronności kraju” (1968)